# Sarcophaga gorodkovi
Sarcophaga gorodkovi är en tvåvingeart som först beskrevs av Grunin 1964.  Sarcophaga gorodkovi ingår i släktet Sarcophaga och familjen köttflugor. Inga underarter finns listade i Catalogue of Life.